# 韋特 (緬因州)
韋特（英語：Waite）是一個位於美國緬因州華盛頓縣的鎮。

## 人口
根據2020年美國人口普查的數據，韋特的面積為114.06平方千米，當中陸地面積為113.91平方千米，而水域面積為0.14平方千米。當地共有人口66人，而人口密度為每平方千米1人。